# Anhanguera (Praia Grande)
Jardim Anhanguera é um bairro de Praia Grande (SP), localizado na Zona Norte. É basicamente residencial, estando seus principais comércios nas divisas como os bairros vizinhos do Parque Perticaratti (na Avenida Júlio Prestes), de Santa Marina (no Canal Acaraú) e do Quietude (nas proximidades da Rua Aurino Pereira Barbosa).

## Etimologia
De anhanga + -ûer(a), significando diabo velho.